# Balık-ekmek
Balık-ekmek és un menjar de carrer molt típic de Turquia. Es tracta d'un filet de peix frit o fet a la graella i servit entre les dues parts d'un pa. La preparació i la venda al públic generalment es fa en petites embarcacions varades en algun moll.

## Nom
En turc balık significa peix i ekmek pa.

## Varietats i consum

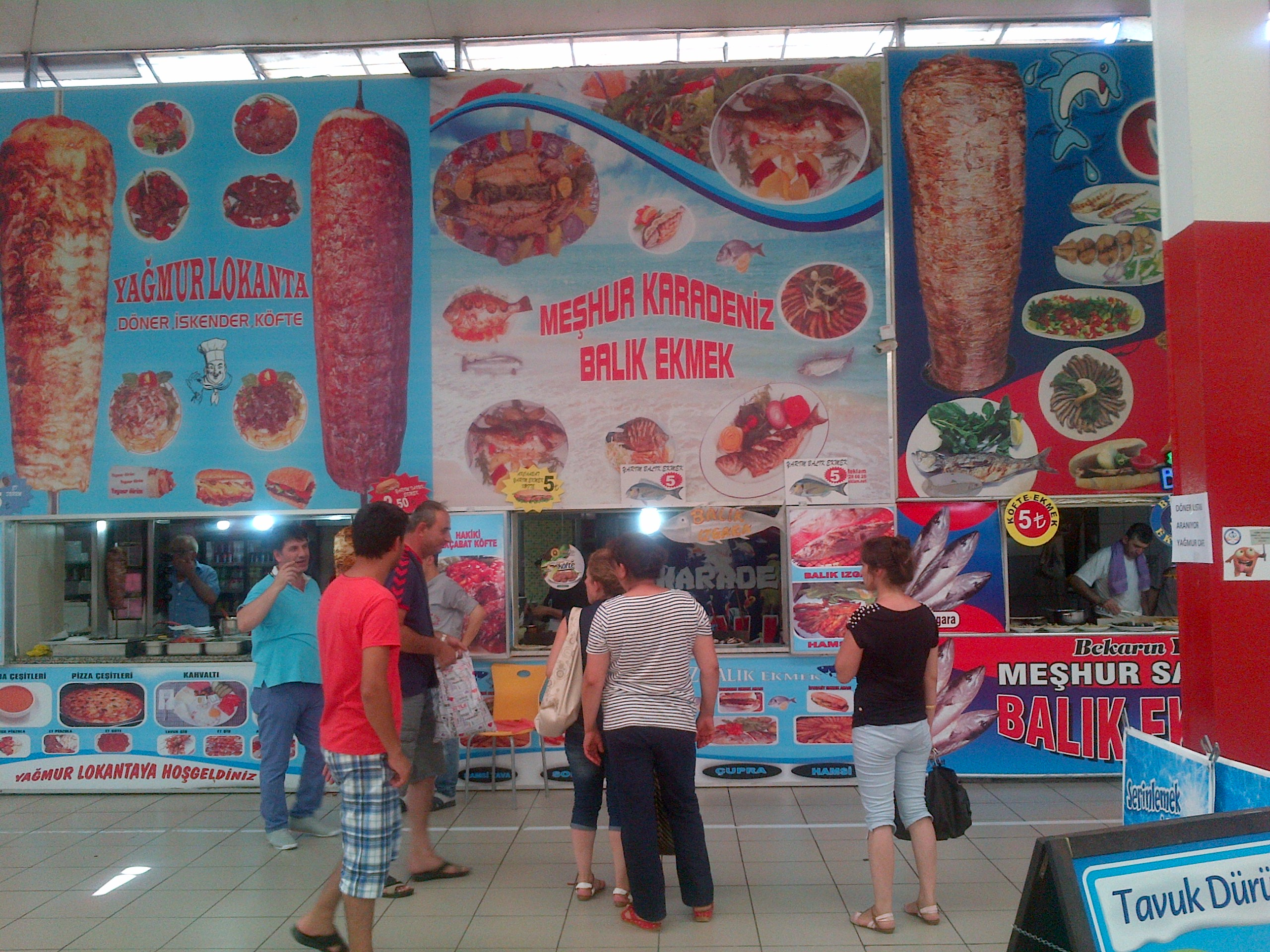
Venda de balık-ekmek en Samsun.

Els peixos emprats són generalment uskumru (el verat), çupra (l'orada) i lüfer (golfàs), segons l'estació. En moltes parts també es serveix hamsi (l'aladroc) frit en pa. Este "entrepà" generalment s'acompanya de cebes morades (o blanques), cebollins en època, pebrots verds picants, de tipus 'piparras' ("sivri biber" en turc), i llimó.
Els llocs típics per a menjar balık-ekmek a Turquia són generalment en les ciutats costaneres, com Istanbul, però també és comú servir-se balık-ekmek pel carrer a algunes altres ciutats de Turquia, com la capital Ankara. En Ankara, el lloc més tradicional per a este tipus de menjar és el carrer Sakarya en el barri de Kızılay, districte Çankaya. En Istanbul hi ha venda de balık-ekmek en gairebé cada moll, nogensmenys els llocs més coneguts són Eminönü, Karaköy i Kadıköy.

## En la cultura popular
Éser a Istanbul i menjar un balık-ekmek és un desig entre els istambuliotes quan són lluny de la seua pàtria, i una pràctica comuna entre els turistes que visiten la ciutat, sien aquests turcs o estrangers. Els venedors generalment anuncien el seu producte amb una crida amb rima: "Balık-ekmek, hazır yemek" (peix i pa, menjar llest).